# ジェイド エンパイア 〜翡翠の帝国〜
『ジェイド エンパイア 〜翡翠の帝国〜』（ジェイド エンパイア ひすいのていこく, 英：Jade Empire）は、バイオウェアが開発したアクション RPGである。
2005年にMicrosoft Game StudiosからXbox専用ソフトとして発売された本作は、幅広い評価を受けたことにより、2007年にWindows版の発売が実現した。2K Games から発売されたWindows版の評価もよかったことから、2008年にはトランスゲーミングからmacOS版が、2015年にはエレクトロニック・アーツのOriginから配信されたほか、2016年にはAspyrから携帯電話向けアプリ版がリリースされた。2018年にはXbox Oneの下位互換機能に対応した。
中国神話をベースとした世界観を持つ本作は、Sprit Monkの最後の生き残りとなって、師匠であるマスター・リーを救う旅に出、災いを解決し、悪の帝王Sun Haiを倒すという内容になっている。
プレイヤーはクエストの消化や近接中心の戦闘、さらには直線形の物語を通じてゲームを進めていく。
また、キャラクターとの会話には倫理に即した選択肢が用意されており、これを活用することにより、プレイヤーは様々な方法でゲームを進めることができる。
本作の開発は、会社の創設者であるレイ・ミュジカとグレッグ・ゼスチャックによるドリーム・プロジェクトとして2001年に開始された。
倫理の要素は『Star Wars: Knights of the Old Republic』に使われたものを基にしている。また、戦闘システムや、言語学者の慣習による人工言語の採用や、ジャック・ウォールによる中国の歴史や文化・民話などからインスパイアを受けた音楽も、世界観を反映している。

## システム
プレイヤーは6種類のキャラクター（男性3人、女性3人）から一人を選択する。このほかにも、一定の条件を満たすと使用可能な隠しキャラクターも存在する。
キャラクターの基本パラメータには攻撃力や体力に関する「身体」、気に関する「精神」、そして判断力や集中力に関する「知性」という3つがあり、レベルアップの際は任意のパラメーターを強化することができるほか、自動で配分させることもできる。
また、これら3つに加え、「柔軟力」や「威圧力」など、会話に関するパラメータが存在する。これらのパラメータが高いと、会話時の選択肢が増える。例えば、悪漢が道をふさいでいる場合、会話パラメータが低いと「自ら戦闘する」か「援軍を呼ぶ」のどちらかしか選択できず、プレイヤーが悪漢との戦闘を望まない場合は不利になる。同じ状況で、「威圧力」が高い場合、会話の選択肢に高圧的な内容の選択肢が表示され、悪漢を脅してその場を退かせることができる。
これらのパラメータは基本パラメータの平均値から算出されるほか、装備などで強化することもできる。
NPCからのクエスト達成報酬として手に入れられる経験値や通貨はキャラクターの強化に役立つことができる。
通常戦闘以外にも、主人公が飛行機に乗って戦うューティングゲーム形式のミニゲームがあり、そこでもアイテムや経験値を手に入れることができる。
戦闘はリアルタイムで行われ、主人公と仲間（Follower）が一人を相手にすることもあれば、集団を相手にすることもある。また、敵キャラクターはただの人間から怪物、さらには精霊も含まれる。敵を倒すと体力と気力を回復させることができる。
主人公は通常攻撃や防御・回避技のほかにも、出は遅いが高威力の必殺技や、周囲の敵を一網打尽にする範囲攻撃を使うことができる。また、攻撃に特化した技や防御を崩す技、さらには自己強化や治癒に使える技もある。主人公の使う技のスタイルは肉弾戦の他、武器を使うものもあり、気力を消費することで気を使う技を繰り出すことも出来る。

### 会話
本作には、「開いた掌」 ("Open Palm") と「閉じた拳」 ("Closed Fist") と呼ばれるシステムが導入されており、これはNPCとの会話において善と悪の選択肢が用意されていることを示している。
「開いた掌」は他愛的な選択肢が多い一方、「閉じた拳」は自立的であるがゆえにより暴力的な展開に巻き込まれる可能性の高い選択肢が多い。
選択肢の内容によってはパーティーメンバーの構成やNPCの主人公に対する反応が変わってくることもあり、特にゲーム終盤における選択は物語の結末の内容に大きな影響を与える。 
また、選択肢の中には当事者を無視したり、無難な解決策を提示するものも存在する。
また、主人公は特定の仲間との恋愛を楽しむこともでき、このうち女性1人と男性1人は主人公の性別に関係なく恋愛関係を結ぶことができる一方、女性1人については主人公が男性である場合のみ恋愛関係を結ぶことができる。さらに、男性主人公の場合、2人の仲間の女性から言い寄られて三角関係に陥ることもある。

## 開発

### 企画
本作は、『バルダーズ・ゲート』や『ネヴァーウィンター・ナイツ』、『Star Wars: Knights of the Old Republic』といった既存の作品を基にしたコンピュータゲームで知られるバイオウェアが開発したオリジナルRPGである 。
本作のプロジェクトは2001年に開始された 。
本作のコンセプトは会社の創設者であるレイ・ミュジカとグレッグ・ゼスチャックが『バルダーズ・ゲート』の時点から「ドリームプロジェクト」として温めていたものであり、力強いマーシャルアーツの達人になるというプレイヤーの夢を満たす目的があった 。
本作はXbox専用タイトルとして開発・発売されたものの、のちにゼスチャックは後継機のXbox 360が出るまで開発を待ってもよかったのではないかと振り返っている。

### ゲームデザイン
アートディレクターに起用されたマット・ゴールドマンは様々な世界の姿のデザインを行う中で、中国の様々な時代、特に漢から明の時代にインスピレーションを受け、中国の様々な社会階級を本作世界の至る所に反映させた。
背景の部分は宋の時代を基にした一方、色調については唐の時代の緑がかった色合いを参考にした。

また、ゴールドマンは殷から周までの青銅の遺物からまた古代中国の遺跡のイメージを思い描き、自然が広がる場面は黄山を参考にした。彼は中国の他にも日本やチベット、タイ王国やクメール王朝、および南アジアや西アジアの要素も取り入れた。怪物系の敵キャラクターのいくつかはアジアの文学を基にしたものもあるが、多くが本作オリジナルである。のちにゴールドマンはカナダにいる開発チームとともにアジアを舞台とした物語を作り上げたことをよい思い出だったと振り返っている。
本作において、新しい戦闘システムを作り出すということは最も大きな挑戦の一つだった。
開発チームは、バイオウェアの初期タイトルで使われていたターン制戦闘をただ単に遅くするだけでは本作にふさわしくないため、リアルタイム要素を取り入れたいと考えていた。

あらかじめプログラムされた殺陣に頼ることなく、戦闘時の動きをコントロールするためのシステムを開発するにあたり、戦闘システムの実装が必要だった。
プレイに支障が出ないようにするため、キャラクターの数値を控えめにすることが、ゲームデザインにおける大きな目標の一つとして掲げられた。

シューティングゲームパートのデザインはアシスタントプロデューサーのシェルドン・カーターが手掛けており、『ゼビウス』や『1942』といった往年の縦スクロールシューティングゲームに近い構成となっている。
『Star Wars: Knights of the Old Republic』での経験を活かし、開発チームは新しいゲームエンジンを開発した 。
また、キャラクターの輪郭をはっきりさせるためにリムライティングを用いたり、 キャラクターに躍動感を与えるために局所光源を集めてダイナミックな光の演出をするといった工夫も施された。
太陽が輝く場所や、非現実的な光を放つ天界といった明るい場所でよりピクセルに光が反射されるようにするため、ピクセル・フレアの一種が用いられた。
マップや日記といったユーザーインタフェースは『Star Wars: Knights of the Old Republic』を改良したものが用いられた。
また、『Star Wars: Knights of the Old Republic』が手書きアニメーションを導入したのに対し、本作は登場人物のリアルな動きを表現するために、同社史上初めてとなるモーションキャプチャーが取り入れられた。
モーションキャプチャーは、登場人物の戦闘モーションに必要な膨大な枚数のアニメーションに影響を与えている。一部の敵キャラクターのモーションは、手書きアニメーションで構成されている。
ゲーム内における戦闘スタイルは、マーシャルアーツは 空手や 合気道 カポエイラなど、実在の格闘技を基にしている。
リードアニメーターのデオ・ペレス（ Deo Perez ）は、ブルース・リーやジャッキー・チェン、ジェット・リー、そしてミシェル・ヨーといった実在の格闘映画のスターを元に、ゲーム内における戦闘スタイル"Deo"のプロトタイプを作成したのち、モーションアクターの指導を受けてアクションを修正していった 。

### 脚本
版権作品のゲーム化でヒットをおさめたバイオウェアは、制約のないオリジナルの世界観とストーリーに楽しく取り組むことができた。
ファンタジー要素を取り入れたいと考えていた開発チームは、早い段階で、実在の中国の歴史を題材にするのではなく、中国の神話を基にした新しい世界観の構築を決めた。
リードライターの Luke KristjansonとMike Laidlawは、自分たちのインスピレーションを様々な地域や常識が共存する生き生きとした新しい世界観を構築するのに生かした。
これまでのバイオウェアのRPG同様、本作もストーリーに重きを置いているが、ストーリー展開の自由度を感じてもらうべく、より細かい知識などが設定されている。
ゲーム内の会話は、バイオウェアのシナリオ構築法に東洋の文化を合わせた内容となっており、倫理や選択肢に関するシステムは『Star Wars: Knights of the Old Republic』のものを改良・発展させたものが使われた。
二人は『水滸伝』、『西遊記』や『三国志演義』といった四大名著に加え、『聊斎志異』や『鹿鼎記』といった近代から現代における中華圏の文学、さらには『子連れ狼』や『鳥姫伝』といった中華圏以外の小説や漫画からもインスピレーションを得た。
このほかにも、『フィスト・オブ・レジェンド』、『グリーン・デスティニー』と『HERO』、"Shaolin Dolemite"、『キング・ボクサー/大逆転』といった武侠映画や日本の時代劇映画からも影響を受けている 。
登場人物のうち、Black Whirlwindは『水滸伝』の主要登場人物で同様の異名を持つ李逵をモデルとしている。Henpecked Houは中華圏の作品群における典型的なキャラクター像に、バイオウェア流のコミックリリーフの要素を足したキャラクターとして設定された。また、もう一人のコミックリリーフであるSir Roderick Ponce Von Fontlebottomは、異国からの訪問者という設定であり、中世ヨーロッパから中国に来た探検家をモデルとしている。
物語の台本は英語で書かれているが、登場人物の多くは Thou Fanという人工言語を話しており、画面下部に字幕が表示される 。

「アジア風の架空の世界」を舞台とした本作を開発するにあたり、開発チームは実在するアジアの言語を使わない方針をとっていた 。
そして、『スター・トレック』におけるクリンゴン語や『指輪物語』におけるエルフ語のように、生き生きとした世界観に没入させるためにThou Fanという人工言語が考案され、プレイヤーにエキゾチックな雰囲気を感じてもらうために利用された 。
Thou Fanを構築するにあたり、バイオウェアは同社の近所にあるアルバータ大学の言語学の専門家の監修を受けた。
このうちの一人であるWolf Wikeleyは、同大学で心理言語学の修士号を取得中で、音韻論の博士号を取得する予定だった。彼は日本のアニメやゲームが好きだったほか、クリンゴン語をいくつか流ちょうに話すことができたため、バイオウェアの社員の興味を引き、最終的に言語監修の仕事を引き受けることとなった。
Wikeleyによると、この言語は弱音を中心としており、モンゴル語に最も近いとしている。
新しい言語を考案するにあたり、Wikeleyは開発チームに本作の世界の住民の気質について尋ね、それを踏まえたうえで言葉の発音法などを考案した。
この言語を作った後、現実の言語と対応させた基本的な辞書を作成した。この辞書には、Thou Fanで監督 (director) を意味する単語に、香港の映画監督ウォン・カーウァイからとった"wankaawayi"を当てるなど、内輪ネタも含まれていた。
辞書が出来上がった後、Wikeleyは、実在する言語の規則との齟齬が発生するのを防ぐため、文法や言語規則（例：英語の"to be"に相当する言葉が存在しない）を作り上げた。
当初、この言語は謙虚な庶民の言葉として作られる予定だったが、プロットを構築する中で作中世界の貴族や官僚たちの言葉を作る必要が出てきたため、上品さを示すために慇懃で上品な言葉に変更された。

### 音楽・キャスティング

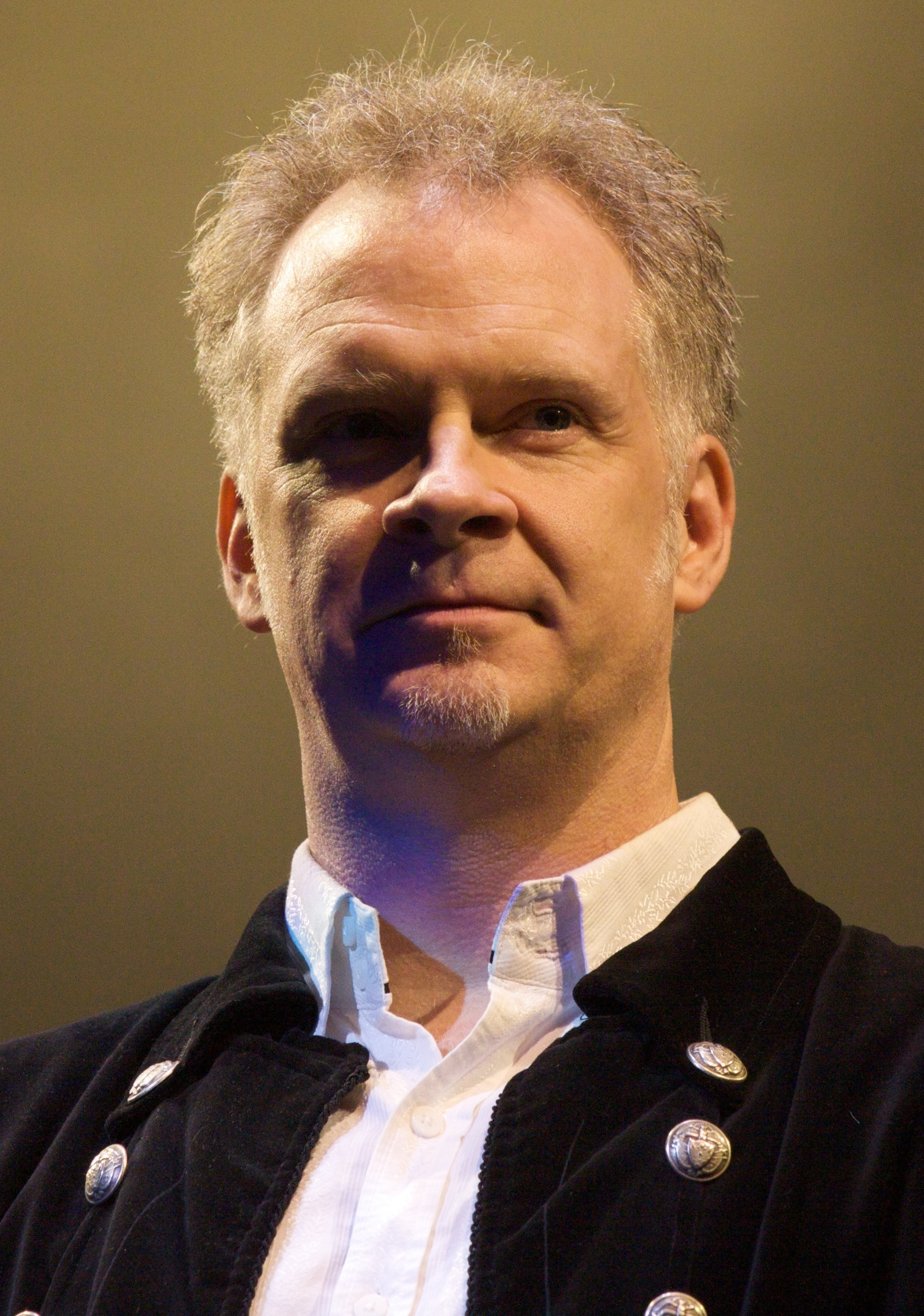
本作の楽曲を手がけたジャック・ウォール

本作の音楽は、『Myst III: Exile』および『Myst IV: Revelation』で知られるジャック・ウォールが手掛けた 。
彼はバイオウェアの音響担当者に会ってデモテープを渡してから、最初の予告編に向けた楽曲を制作した。
バイオウェアの作品のファンだった彼は同社で働きたいと思い、予告編の音楽が好評だったことから本作の音楽を手掛けることとなった。
彼は、ゲームの開発初期段階にあたる2004年1月から2005年2月にかけて音楽家として本作の開発チームに参加した。
早い段階から、彼は「東洋と西洋の融合」という美学にならうため、シンセサイザー中心の音楽よりもオーケストラ中心の音楽を作ることを考えていた。
ウォールが早い段階で起用した重要メンバーにZhiming Hanがおり、中国音楽の専門家である彼女は本格的な中国音楽を本作に取り入れた。また、彼女は新たに中国の音楽家たちを呼び寄せ、ウォールが作った楽譜に中国語の注を入れて、彼らがウォールの意図を理解しやすいようにした 。
全体的にアジアらしい雰囲気を出すため、本作の音楽には中国と日本の打楽器及び管楽器が取り入れられた.。
ウォールはフィールドBGMからカットシーン専用BGMまで様々な楽曲を制作し、バイオウェアの他のスタッフがカットシーン向けに短縮したバージョンを除くと合計で90分を超える分の楽曲を作ったと推測している 。
なお、サウンドトラックは2005年に発売された。
ゲーム内における会話のうち、英語のパートもThou Fanのパートもフルボイスで収録された。
ゼスチャックとゲームデザイナーのケビン・マーテンズは、それぞれのインタビューで、収録に使われた脚本における単語数は 320,000語を超えるだろうと述べており、内ヒロインであるDawn Starのセリフの数は 20,000である。
本作のキャストの一人に、ネイサン・フィリオンがおり、本作は彼がビデオゲームの声優を務めていた時代の中で最も古いものにあたる。彼は、脚本は砕けた英語のような文体だったと振り返っている。

本作が完成した後フィリオンがほかのキャストと会話した際、彼らが脚本をまともな英語に書き直していることを知った。フィリオンは、2017年のインタビューの中で、彼らが理解しやすくするためにセリフをやり直すのは楽しかったと振り返っている。
また、もう一人の著名なキャストにモンティ・パイソンのメンバーとして知られるジョン・クリーズがおり、彼は Sir Roderick Ponce Von Fontlebottomの役を演じた。これは、クリーズ本人とエージェントが当時カナダで場所取りをしていたために実現したことであり、オファーを受けたクリーズは快諾し、午後のうちにすべての自らの役の収録をすべてこなした。

## 発売
2002年、バイオウェアは Knights of the Old Republicに続き、 Microsoft Game Studios とパートナーシップを結ぶ発表をする中で本作についてほのめかした。その後、2003年の9月に本作の製作が正式に発表され、同年に開かれた東京ゲームショウにて詳細が明かされた。当初は2005年3月に発売を予定していたが、4月に延期となった 。
通常版に加え、特殊な性能を持つ男性プレイアブルキャラクターおよびDVDが特典として付属する限定版が発売された 。限定版は、購入予約者向け商品として、通常版の開発と並行して作られた。
2月の時点で、ゲームの開発は最後の仕上げにさしかかっていた。
本作は、予定より2日早い、2005年4月12日に発売された 。ヨーロッパでは4月22日に、オーストラリアでは6月30日に発売された。
また、北米とヨーロッパでは、限定版も同時発売された。
日本では6月16日に『ジェイド エンパイア ～翡翠の帝国～』という題名で発売された。

### PCへの移植
バイオウェアのPCゲームのファン・コミュニティの強い要望を受け、バイオウェアは本作のWindowsのパソコン向けの移植版の開発に乗り出した。移植に先駆け、バイオウェアは何百ものテクスチャのアップグレードを手作業で行った。
新しい飛行スタイルや敵キャラクターが取り入れられたほか、さらにはXboxの限定版のみに登場していた隠しプレイアブルキャラクターを最初から使えるようにした。また、既存の敵キャラクターや同行者のAIの改善や、キーボードとマウスによる操作に対応する作業も行われた。
当初、開発チームは Microsoft Game StudioからPC版を発売することも考えていたが、マイクロソフト側がWindows Vista のみに対応したいと考えており、世界中のユーザーに届けたい開発チーム側との考えとは合わなかった。その結果、開発チームは自分たちでPC版を開発し、マイクロソフト以外の会社から発売することにした。PC版は2006年の Electronic Entertainment Expoにて公表され、のちに発売元が2K Gamesに決定した。2007年2月、本作は生産段階に入り 、それからまもない2007年2月27日に北米で発売され、3月2日にはヨーロッパとオーストラリアにて発売された。2月28日にはSteamとバイオウェアの公式ストアにてダウンロード販売が開始され、2013年6月11日にはGOG.comでも発売された。macOSへの移植も行われ、2008年8月18日にTransGaming から発売された 。さらにその後の2016年11月15日、iOS および Android への移植版がAspyr から配信された。

## 評価
ITmediaの板橋舟人は、本作のキャラクターデザインの「バタ臭さ」について指摘しつつも、世界観が気に入らないからと言って敬遠するには惜しい作品だと評し、特に会話パラメータによってプレイヤーの最も望む行動を可能にしたことにより、感情移入の度合いが大幅に増したと評価し、会話の内容によって結果が変わるため、周回も楽しみだと評価した。
また、板橋は、本作のアクション性の高さを評価しつつも、スピードがそこまで速くないのでアクションゲームが苦手な人にも楽しめると評価している。

## 他作品への影響・続編の構想
本作と『Dragon Age: Origins』の製作を経て、バイオウェアは『Star Wars: Knights of the Old Republic』の続編を自社で開発するのを見合わせることにした。
『Star Wars: Knights of the Old Republic』の続編は『Star Wars Knights of the Old Republic II: The Sith Lords』とタイトルがつけられ、開発はバイオウェアではなく、Obsidian Entertainmentが担当した 。
本作の言語監修を務めたWolf Wikeleyは、"Dragon Age"シリーズでも4つの言語を作り上げた。
また、音楽を担当したジャック・ウォールは『Mass Effect』およびその続編である『Mass Effect 2』をはじめとする、バイオウェア作品の音楽を手がけた
2007年1月、バイオウェアのスタッフは本作の続編を作る考えがないことを明らかにした。

一方で、バイオウェアの共同設立者のレイ・ミュジカとグレッグ・ゼスチャックは2011年9月に、「それ（本作）は知的財産であり、我々はその設定に夢中であり続けている。グレッグと私（Ray）は、その知的財産に大きな信頼を寄せている…我々は今その物語をどのように展開しようか模索しているところだ」 （"It's an IP, it's a setting that we were really passionate about, and we still are. Both Greg and I were big believers in the IP... We're just looking for the right way to deploy it."）とも発言している 。
2009年、GamesRadarは、本作をはじめとする複数のゲームを、まだフランチャイズとして展開されていない作品群として紹介しており、その中で「オリジナルとなったゲーム（本作）には、魅力的なキャラクターや、壮大な設定、マーシャルアーツに満ちたRPG戦闘といった、フランチャイズ化の余地はある。だが、続編ができるという確かな証拠を得るまでは、我々はただ待ち続けることになるだろう」としている。